# Division d'Honneur 1920-21
La Primera División de Bélgica 1920/21 fue la 21.ª temporada de la máxima competición futbolística en Bélgica.

## Tabla de posiciones
| Pos | Equipo                      | PJ | PG | PE | PP | GF | GC | Pts | DG  | Notas                               |
| --- | --------------------------- | -- | -- | -- | -- | -- | -- | --- | --- | ----------------------------------- |
| 1   | Daring Club de Bruxelles    | 22 | 15 | 5  | 2  | 40 | 10 | 35  | +30 |                                     |
| 2   | Royale Union Saint-Gilloise | 22 | 12 | 7  | 3  | 46 | 18 | 31  | +28 |                                     |
| 3   | Beerschot                   | 22 | 13 | 1  | 8  | 51 | 28 | 27  | +23 |                                     |
| 4   | FC Brugeois                 | 22 | 11 | 4  | 7  | 47 | 29 | 26  | +18 |                                     |
| 5   | CS Brugeois                 | 22 | 11 | 4  | 7  | 41 | 32 | 26  | +9  |                                     |
| 6   | Racing Club de Bruxelles    | 22 | 8  | 6  | 8  | 43 | 40 | 22  | +3  |                                     |
| 7   | La Gantoise                 | 22 | 8  | 6  | 8  | 28 | 33 | 22  | -5  |                                     |
| 8   | RC de Gand                  | 22 | 7  | 7  | 8  | 30 | 45 | 21  | -15 |                                     |
| 9   | Royal Antwerp FC            | 22 | 6  | 8  | 8  | 29 | 37 | 20  | -8  |                                     |
| 10  | KRC Malines                 | 22 | 4  | 7  | 11 | 22 | 42 | 15  | -20 |                                     |
| 11  | RCS Verviétois              | 22 | 4  | 4  | 14 | 34 | 51 | 12  | -17 |                                     |
| 12  | Uccle Sport                 | 22 | 2  | 3  | 17 | 17 | 63 | 7   | -46 | Descenso a la División de Promoción |

PJ = Partidos jugados; PG = Partidos ganados; PE = Partidos empatados; PP = Partidos perdidos; GF = Goles a favor; GC = Goles en contra; Pts = Puntos; DG = Diferencia de goles